# VA-11 Hall-A
『VA-11 Hall-A: Cyberpunk Bartender Action』(ヴァルハラ)は、ベネズエラに拠点を置くSukeban Gamesが開発したサイバーパンクバーテンダーアドベンチャーゲーム。
2016年6月21日にSteamで配信開始されたのち、日本ではPLAYISMよりPlayStation Vita版が2017年11月16日に、PlayStation 4版およびNintendo Switch版が2019年5月30日に発売された。

## システム
かつてPC-9801で発売されていた日本のアドベンチャーゲームにインスパイアされたレトロ調の作品。
プレイヤーはバー「VA-11 Hall-A」のバーテンダーとなり、客から注文を受け、カクテルを作り提供していく。提供したカクテルによって物語が分岐する。

## 製作
クリエイターのChristopher Ortizは「サイバーパンクは大好きだけど、特に傾倒していたのは押井守。『攻殻機動隊』を代表に小さな頃からずっと彼の作品を見ていた。「攻殻機動隊」がもっとも強く『VA-11 Hall-A』の雰囲気作りに影響を与えた作品だと思う」と語っている。

## ストーリー
西暦207X年、グリッチシティ。ここは、存在すべきでない街。大企業と犯罪帝国が牛耳り、無力なる人々が何とかこの場所で生き抜いていた。そんな彼らにとってオアシスたる場所がスラム街のそばにある。その場所は『Va-11 Hall-A』、通称『ヴァルハラ』。そこでバーテンダーとして働くジルがいた…。

## 登場人物
ジル(Jill)
本作の主人公。207X年のグリッチシティにあるバー「VA-11 Hall-A」のバーテンダーの女性。昔の恋人のことを引きずっている。
デイナ
「VA-11 Hall-A」の女性オーナー。元プロレスラー。
ギル
「VA-11 Hall-A」の男性バーテンダー。
アルマ
グラマラスな体型の美人ハッカー。通称おっぱいハッカー。姉の関係に悩んでいる。
アナ
ボブカットと黒いセーラー服を着た謎の少女。その姿はジルにしか見えない。
ドロシー
底抜けに明るい女性アンドロイド。
すとり～みんぐチャン
自分の日常生活を24時間365日生放送配信するストリーマー。彼女が生放送配信中は画面にコメントが流れていく。
テイラー
ガラス容器に入った人間の脳。
セイ
街の治安を守るホワイトナイト。
ステラ
大企業の社長令嬢。セイとは幼馴染。
キラ☆ミキ
女性型リリム。グリッチシティの人気アイドル歌手。
ガビィ
物語のカギを握る謎の少女。
ディール
ベティ
ジェイミー
ドノヴァン
キム
ヴァージリオ
イングラム
マリオ
アート
ノーマ
ブライアン